# Wielooporność
Wielooporność, wielolekooporność (ang. multiple drug resistance) to oporność na działanie wielu antybiotyków. Największe zagrożenie dla zdrowia publicznego stanowią wielooporne bakterie. Niebezpieczne są również wirusy, grzyby i pasożyty oporne na preparaty o dużej różnorodności chemicznej. Dla rozróżnienia stopni wielooporności używa się terminów zdefiniowanych w 2011 na łamach czasopisma Clinical Microbiology and Infection - XDR (extensively drug resistant - oporne na szeroką gamę leków) i PDR (pandrug-resistant - oporne na wszystkie dostępne preparaty).

## Powszechne wielooporne organizmy
Powszechnie występujące wielooporne organizmy to zazwyczaj bakterie:
- Vancomycin-Resistant Enterococcus (VRE)
- Oporny na metycylinę Staphylococcus aureus (MRSA)
- β-laktamazy o rozszerzonym spektrum substratowym (ESBL) [2]
- Wielooporne pałeczki Gram-ujemnych bakterii, np. Enterobacter, E.coli, Klebsiella pneumoniae, Acinetobacter baumannii, Pseudomonas aeruginosa

Grupa Gram-dodatnich i Gram-ujemnych bakterii, w szczególności tych, które mają w ostatnim czasie duże znaczenie, została nazwana grupą ESKAPE (Enterococcus faecium, Staphylococcus aureus, Klebsiella pneumoniae, Acinetobacter baumannii, Pseudomonas aeruginosa i Enterobacter).

## Oporność bakterii na antybiotyki
Różnym mikroorganizmom udaje się przetrwać przez tysiące lat dzięki umiejętności wykształcenia oporności na antybiotyki. Dokonują tego poprzez spontaniczne mutacje lub transfer DNA. Te organizmy korzystają z wielu mechanizmów w celu zapewnienia sobie wielooporności
- Enzymatyczna hydroliza i modyfikacja cząsteczek antybiotyków
- Zmniejszona przepuszczalność antybiotyków przez ścianę komórkową
- Efluks (mechanizm polegający na aktywnym usuwaniu  antybiotyku z wnętrza komórki) mechanizmy wydalania antybiotyków[5]
- Zwiększona szybkość mutacji[6]

Wiele różnych bakterii wykazuje obecnie wielooporność, w tym gronkowce, enterokoki, dwoinka rzeżączki, paciorkowce, salmonella, a także niektóre bakterie Gram-ujemne i prątki gruźlicy. Oporne na antybiotyki bakterie posiadają możliwość przekazywania innym bakteriom kopii DNA, które kodują mechanizm oporności. Proces ten nazywany jest poziomym transferem genów (koniugacja bakterii).

## Oporność grzybów
Drożdże, takie jak Candida, mogą stać się oporne po długotrwałym leczeniu preparatami azolowymi, w konsekwencji wymagając terapii opartej na innych lekach. Infekcje Scedosporium prolificans są prawie zawsze śmiertelne ze względu na ich oporność na różnorodne środki przeciwgrzybicze.

## Oporność wirusów
HIV jest ważnym przykładem wielooporności na leki przeciwwirusowe - szybko mutuje pod wpływem terapii jednolekowej. Wirus grypy również staje się coraz bardziej wielooporny (amantadenes, inhibitory neuraminidazy, takie jak oseltamiwir - 2008-2009: 98,5% przetestowanych wirusów opornych). Podczas terapii, zwłaszcza u pacjentów ze słabą odpornością, cytomegalowirus może stać się oporny na gancyklowir i foskarnet. Wirus opryszczki pospolitej rzadko staje się oporny na leki oparte na acyklowirze, głównie w formie oporności krzyżowej na famcyklowir i walacyklowir, zazwyczaj u pacjentów o obniżonej odporności.

## Oporność pasożytów
Przykładem wielooporności na preparaty przeciwpasożytnicze jest malaria. Plasmodi vivax wykształcił oporność na chlorochinę oraz sulfadoksynę-pirymetaminę  kilka lat temu. Według stanu na 2012 rok, Plasmodium falciparum oporny na artemizyninę rozwinął się w zachodniej Kambodży i zachodniej Tajlandii. Toxoplasma gondii może również stać się odporny na artemizyninę, a także na atowakwon i sulfadiazynę, ale zazwyczaj nie jest wielooporny.
Oporność na leki przeciwrobacze jest zazwyczaj opisywane w literaturze weterynaryjnej, na przykład w odniesieniu do podawania leków zwierzętom hodowlanym.

## Zapobieganie rozwojowi oporności
W celu powstrzymania rozwoju oporności na antybiotyki zaproponowano:
- Używanie odpowiednich do typu infekcji preparatów, np. nie zażywać antybiotyków w przypadku infekcji wirusowych
- Jeśli jest to możliwe, identyfikowanie organizmu, który wywołał chorobę
- Wybieranie środków wymierzonych w konkretny organizm zamiast w ich szeroką grupę
- Prowadzenie terapii przez odpowiedni czas
- Ustalanie poprawnej dawki do eliminacji chorobotwórczych organizmów; aplikowanie dawek mniejszych niż terapeutyczne jest powiązane z wykształcaniem oporności

Profilaktyka jest najbardziej efektywną strategią zapobiegania infekcjom wieloopornymi organizmami w szpitalach. Korzystanie z bakteriofagów obecnie nie ma zastosowania klinicznego, natomiast istnieje prawdopodobieństwo wykorzystania ich w przyszłości.